# Kassel-Harleshausen (przystanek kolejowy)
Kassel Harleshausen – przystanek kolejowy w Kassel, w kraju związkowym Hesja, w Niemczech.